# Antonești, Ștefan Vodă
Antonești este un sat din raionul Ștefan Vodă, Republica Moldova.

## Istorie
Satul Antonești este atestat în documentele istorice în anul 1842, fiind întemeiat de un grup de familii (Oprea, Haret, Spatari, Banari etc.) venite din satul Tîrnova, ținutul Hotin, acum raionul Edineț, care s-au așezat cu traiul pe moșia satului Purcari. Numele localității provine de la un odagiu, crescător de oi, cu numele Anton, originar din satul Sălcuța, de lângă Căușeni, care a fondat o odaie (cătun) în valea Zăvoiului, în jurul căreia s-au așezat familiile venite de la Tîrnova.

## Geografie
Satul Antonești este situat la o distanță de 23 km de centrul raional Ștefan-Voda și 117 km de capitala Chișinău în partea de Sud-Est a Republicii Moldova.
Este situat la o distanță de aproximativ 6 km față de Ucraina din partea de Nord-Est, hotar ce îl constituie râul Nistru, și tot la 6 km față de Ucraina din partea de Sud-Vest. Limanul Dnestrovsk, care se revarsă în Marea Neagră, este la 25 km depărtare.

## Demografie

### Structura etnică
Structura etnică a localității conform recensământului populației din 2014:
| Grup etnic                                               | Populație | % Procentaj |
| -------------------------------------------------------- | --------- | ----------- |
| Băștinași declarați Moldoveni Băștinași declarați Români | 2483 42   | 97,7% 1,7%  |
| Ucraineni                                                | 10        | 0,4%        |
| Alții                                                    | 7         | 0,2%        |
| Total                                                    | 2542      |             |

## Administrație și politică
Componența Consiliului local Antonești (11 consilieri), ales la 5 noiembrie 2023, este următoarea:
|  | Partid                           | Consilieri | Componență | Componență | Componență | Componență | Componență | Componență |
|  | -------------------------------- | ---------- | ---------- | ---------- | ---------- | ---------- | ---------- | ---------- |
|  | Partidul Acțiune și Solidaritate | 6          |            |            |            |            |            |            |
|  | Candidat independent ION MORARI  | 1          |            |            |            |            |            |            |
|  | Liga Orașelor și Comunelor       | 4          |            |            |            |            |            |            |

## Economie
Satul Antonești este conectat în totalmente la rețeaua de energie electrică și parțial la rețeaua de gazoducte din Republica Moldova. Economia satului este bazată preponderent pe agricultură, pe când ramura industrială și de prelucrare este redusă doar la o moară pentru făină de grâu și o stație de prelucrare a seminței de floarea soarelui.

## Cultură
În prezent satul dispune de un gimnaziu, un dispensar medical, o grădiniță de copii, o casa de cultură, o școală de arte plastice, bibliotecă și două locașuri de închinare religioasă a celor două culte creștine – biserica ortodoxă și cea baptistă.

## Localități vecine
- Purcari - la Nord
- Răscăieți - la Nord-Vest
- Slobozia - la Vest
- Carahasani - Sud-Vest
- Olănești - Sud-Est